# اندیس آنومالی چیچکلو
آنومالی چیچکلو یک اندیس چندفلزی است که در حوالی شهر تکاب استان آذربایجان غربی قرار دارد و مادهٔ معدنی موجود در آن، طلا است.سنگ میزبان این اندیس دولومیت و میکاشیست است و دیرینگی آن به دوران پرکامبرین می‌رسد. در این اندیس، پاراژنز‌های شئلیت، مس، گالن، پیرومورفیت و منیتیت یافت می‌شوند.